# Geràsim I
Geràsim I (en grec medieval Γεράσιμος Α') va ser patriarca de Constantinoble de l'any 1320 al 1321. Va succeir al patriarca Joan Glicàs.
Abans d'accedir al patriarcat era abat del monestir de Sant Jordi a Màngana, un barri de Constantinoble. Va arribar al càrrec quan ja era vell, i es va distingir per la seva virtut i austeritat, però els cronistes diuen que era inexpert en l'administració de l'Església. Va morir el 19 d'abril de 1321, després de gairebé un any de mandat. El va succeir Isaïes de Constantinoble.